# 진영화

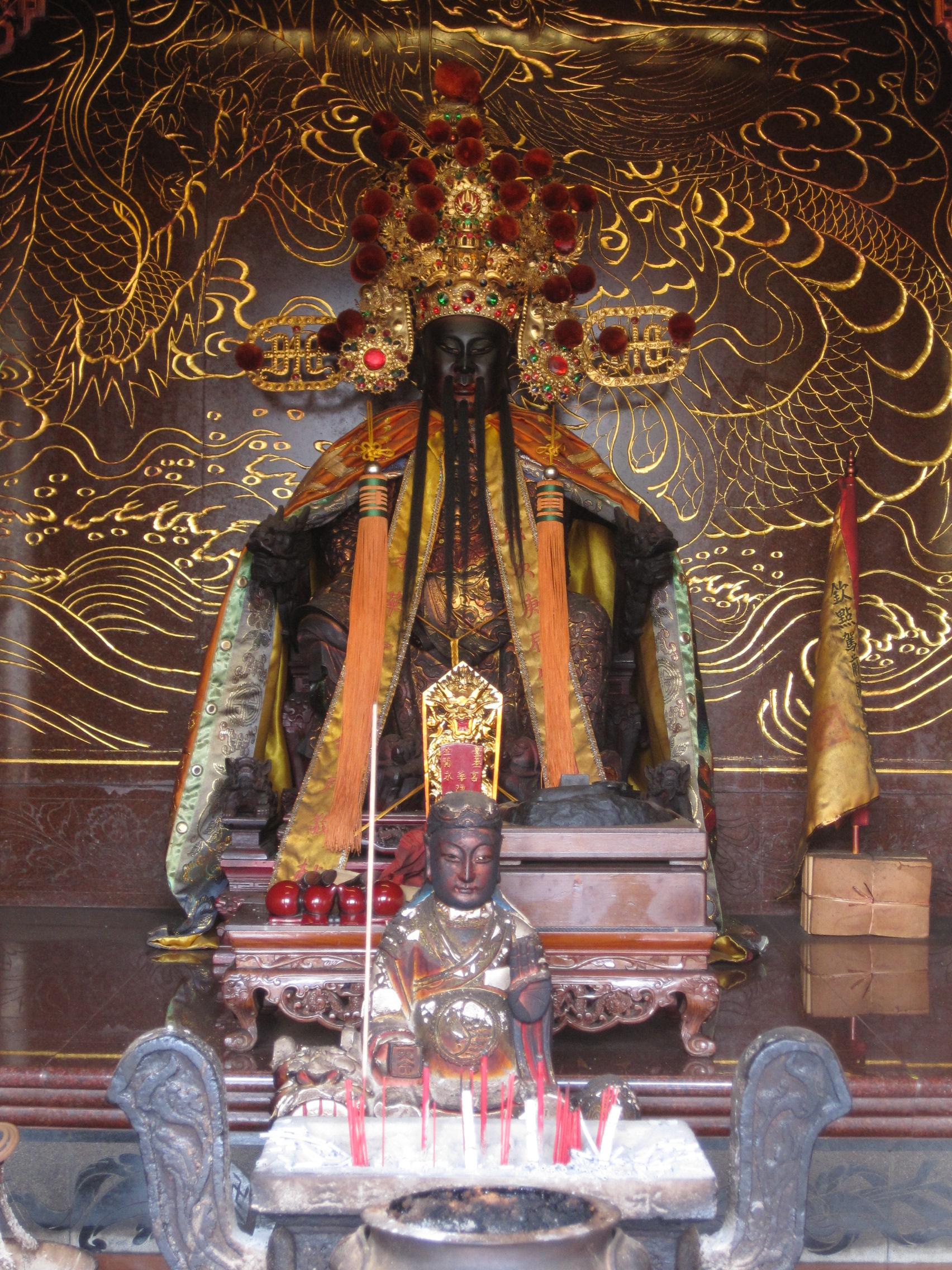

진영화(陳永華, 1634년 ~ 1680년)는 명나라 사람으로 정성공(鄭成功)과 그의 아들 정경(鄭經)의 반청복명(反淸復明)운동을 도왔다. 1656년 정성공 진영에 가담했고, 정성공이 복건성 지역에서 오랫동안 청나라와 싸웠음에도 불구하고 별다른 성과를 거두지 못하자 남경(南京)을 점령하자는 계책을 내놓았고, 이를 받아들인 정성공은 청군을 연파하고 남경성을 포위하는데 성공했으나 청군의 반격으로 실패했다.
1662년 네덜란드를 몰아내고 대만을 정복한 정성공이 세상을 떠난 후 대만 내부에서는 정성공의 동생 정습(鄭襲)을 새 왕으로 추대하려는 움직임이 일어났다. 진영화는 내륙에서 돌아온 정경을 도와 정경이 정습 지지파를 제압하고 왕위에 오르게 하도록 도왔으며, 1663년에는 하문(廈門)을 방어하기 위해 내륙으로 돌아온 정경을 보좌했다. 정경이 청군에 패하여 대만으로 철수한 후 국사를 위임받아 대만에 공자묘(孔子廟)와 명륜당(明倫堂)을 세우고 대만 백성들의 교육에 힘썼다.
삼번의 난이 일어나자 정경은 삼번 세력과 연합하여 복건성 쪽에서 영토 확장에 주력했기 때문에 대만 통치는 진영화에게 위임하였다. 1679년 정경의 승인을 받고 정경의 맏아들 정극장(鄭克藏)을 감국(監國)으로 옹립하고 정극장을 도와 대만 지역을 다스리면서 대만을 발전시키려 노력했다. 이들의 통치는 대만 사회의 기강을 바로잡고 나라를 안정되게 했기에 백성들의 칭송을 들었다. 1680년 사망했다.